# Sommer-Paralympics 2016/Teilnehmer (Kuba)
| stlisierte Goldmedaille | stlisierte Silbermedaille | stlisierte Bronzemedaille |
| ----------------------- | ------------------------- | ------------------------- |
| 8                       | 1                         | 6                         |

Kuba entsandte sechs Athletinnen und 16 Athleten zu den Paralympischen Sommerspielen 2016 in Rio de Janeiro,  die in fünf Sportarten antraten. Fahnenträger für Kuba bei der Eröffnungsfeier war die Judoka Dalidaivis Rodriguez.

## Medaillen

### Medaillenspiegel
| Rang   | Sportart       | Gold | Silber | Bronze | Gesamt |
| ------ | -------------- | ---- | ------ | ------ | ------ |
| 1      | Leichtathletik | 6    | 1      | 3      | 10     |
| 2      | Judo           | 1    | 0      | 2      | 3      |
| 3      | Schwimmen      | 1    | 0      | 1      | 2      |
| Gesamt | Gesamt         | 8    | 1      | 6      | 15     |

## Teilnehmer nach Sportart

### Judo
| Athleten                     | Wettbewerb         | 1. Runde   | 1. Runde | 1. Hoffnungsrunde | 1. Hoffnungsrunde | Viertelfinale | Viertelfinale | 2. Hoffnungsrunde | 2. Hoffnungsrunde | Halbfinale     | Halbfinale | Kampf um Gold/Bronze | Kampf um Gold/Bronze | Rang |
| Athleten                     | Wettbewerb         | Gegner     | Erg.     | Gegner            | Erg.              | Gegner        | Erg.          | Gegner            | Erg.              | Gegner         | Erg.       | Gegner               | Erg.                 | Rang |
| ---------------------------- | ------------------ | ---------- | -------- | ----------------- | ----------------- | ------------- | ------------- | ----------------- | ----------------- | -------------- | ---------- | -------------------- | -------------------- | ---- |
| Männer                       |                    |            |          |                   |                   |               |               |                   |                   |                |            |                      |                      |      |
| Gerardo Rodriguez Reyes      | Klasse bis 73 kg   | R. Ramirez | 100:0    | —                 | —                 | R. Gasimov    | 0:03          | M. Briceno Diaz   | 100:0             | —              | —          | F. Sayidov           | 010:102              | 5    |
| Jorge Hierrezuelo Marcillis  | Klasse bis 90 kg   | H. Hirose  | 001:0    | —                 | —                 | S. Ingram     | 100:001       | —                 | —                 | O. Nazarenko   | 02:01      | S. Boboev            | 0:101                | 5    |
| Yordani Fernandez Sastre     | Klasse bis 100 kg  | —          | —        | —                 | —                 | H. Alizadeh   | 110:0         | —                 | —                 | Choi G.-g.     | 0:100      | C. Skelley           | 003:0                |      |
| Yangaliny Jimenez Dominiguez | Klasse über 100 kg | —          | —        | —                 | —                 | H. Nadri      | 0:01          | —                 | —                 | Wilians Araujo | 0:100      | I. Zakiyev           | 001:0                |      |
| Frauen                       |                    |            |          |                   |                   |               |               |                   |                   |                |            |                      |                      |      |
| Dalidaivis Rodriguez         | Klasse bis 63 kg   | —          | —        | —                 | —                 | —             | —             | —                 | —                 | Jin S.-l.      | 01:0       | I. Husieva           | 100:0                |      |

### Leichtathletik
Laufen
| Athleten                            | Wettbewerb | Vorlauf | Vorlauf | Halbfinale | Halbfinale | Finale        | Finale        | Rang |
| Athleten                            | Wettbewerb | Zeit    | Rang    | Zeit       | Rang       | Zeit          | Rang          | Rang |
| ----------------------------------- | ---------- | ------- | ------- | ---------- | ---------- | ------------- | ------------- | ---- |
| Männer                              |            |         |         |            |            |               |               |      |
| Leinier Savon Pineda                | 100 m T12  | 10,89 s | 1       | —          | —          | 10,97         | 1             |      |
| Raciel Gonzalez Isidoria            | 100 m T47  | 10,93 s | 2       | —          | —          | 11,16 s       | 6             | 6    |
| Leinier Savon Pineda                | 200 m T12  | 22,42 s | 1       | 22,28 s    | 1          | 22,23 s       | 1             |      |
| Ernesto Blanco                      | 400 m T47  | 49,68 s | 2       | —          | —          | 48,79 s       | 1             |      |
| Ettiam Calderon                     | 400 m T47  | 51,50 s | 5       | —          | —          | ausgeschieden | ausgeschieden | 11   |
| Frauen                              |            |         |         |            |            |               |               |      |
| Omara Durand Guide: Yuniol Kindelan | 100 m T12  | 11,58 s | 1       | 11,55 s    | 1          | 11,40 s       | 1             |      |
| Perez Iser Malu                     | 100 m T42  | DNS     | DNS     | —          | —          | ausgeschieden | ausgeschieden | DNS  |
| Yunidis Castillo                    | 100 m T47  | 12,13 s | 2       | —          | —          | 1:06,18 min   | 8             | 8    |
| Omara Durand Guide: Yuniol Kindelan | 200 m T12  | 23,67 s | 1       | —          | —          | 23,05 s       | 1             |      |
| Yunidis Castillo                    | 200 m T47  | DNS     | DNS     | —          | —          | ausgeschieden | ausgeschieden | DNS  |
| Omara Durand Guide: Yuniol Kindelan | 400 m T12  | 52,90 s | 1       | —          | —          | 51,77 s       | 1             |      |
| Yunidis Castillo                    | 400 m T47  | DNS     | DNS     | —          | —          | ausgeschieden | ausgeschieden | DNS  |

Springen und Werfen
| Athleten                    | Wettbewerb       | Finale  | Finale | Rang |
| Athleten                    | Wettbewerb       | Weite   | Rang   | Rang |
| --------------------------- | ---------------- | ------- | ------ | ---- |
| Männer                      |                  |         |        |      |
| Leinier Savon Pineda        | Weitsprung T12   | 6,74 m  | 8      | 8    |
| Rodriguez Lazo Lazaro       | Weitsprung T44   | 6,08 m  | 10     | 10   |
| Ettiam Calderon             | Weitsprung T47   | 6,58 m  | 10     | 10   |
| Gerdan Fonseca              | Diskuswerfen F44 | DNS     | DNS    | DNS  |
| Leonardo Diaz               | Diskuswerfen F56 | 43,58 m | 3      |      |
| Gerdan Fonseca              | Speerwerfen F44  | 53,23 m | 8      | 8    |
| Frauen                      |                  |         |        |      |
| Yunidis Castillo            | Weitsprung T47   | 5,59 m  | 2      |      |
| Noraivis de La Heras Chibas | Diskuswerfen F44 | 32,47 m | 3      |      |

### Powerlifting (Bankdrücken)
| Athleten                | Wettbewerb | Ergebnis | Rang |
| ----------------------- | ---------- | -------- | ---- |
| Männer                  |            |          |      |
| Oniger Jesus Drake Vega | bis 88 kg  | 205 kg   | 4    |
| Frauen                  |            |          |      |
| Leidy Rodriguez         | bis 41 kg  | 80 kg    | 6    |

### Radsport

#### Straße
| Athleten             | Wettbewerb          | Zeit         | Rang |
| -------------------- | ------------------- | ------------ | ---- |
| Männer               |                     |              |      |
| Damian Lopez Alfonso | Einzelzeitfahren C4 | 43:48,13 min | 12   |
| Damian Lopez Alfonso | Straßenrennen C4-5  | 2:29:33 h    | 17   |

#### Bahn
| Athleten             | Wettbewerb                    | Qualifikation | Qualifikation | Finals | Finals       | Rang |
| Athleten             | Wettbewerb                    | Zeit          | Rang          | Gegner | Zeit         | Rang |
| -------------------- | ----------------------------- | ------------- | ------------- | ------ | ------------ | ---- |
| Männer               |                               |               |               |        |              |      |
| Damian Lopez Alfonso | 1000 m Einzelzeitfahren C4-C5 | —             | —             | —      | 1:14,563 min | 20   |

### Schwimmen
| Athleten               | Wettbewerb              | Vorlauf     | Vorlauf | Finale        | Finale        | Rang   |
| Athleten               | Wettbewerb              | Zeit        | Rang    | Zeit          | Rang          | Rang   |
| ---------------------- | ----------------------- | ----------- | ------- | ------------- | ------------- | ------ |
| Männer                 |                         |             |         |               |               |        |
| Yunerki Ortega         | 100 m Brust SB11        | 1:25,73 min | 8       | 1:27,45 min   | 8             | 8      |
| Yunerki Ortega         | 100 m Schmetterling S11 | —           | —       | 1:12,41 min   | 7             | 7      |
| Yunerki Ortega         | 200 m Lagen SM11        | 2:48,98 min | 10      | ausgeschieden | ausgeschieden | 16     |
| Juan Castillo Estevez  | 100 m Schmetterling S9  | 1:02,04 min | 5       | 1:01,93 min   | 5             | 5      |
| Juan Castillo Estevez  | 50 m Freistil S9        | 27,99 s     | 16      | ausgeschieden | ausgeschieden | 16     |
| Juan Castillo Estevez  | 400 m Freistil S9       | 4:44,71 min | 14      | ausgeschieden | ausgeschieden | 14     |
| Lorenzo Perez Escalona | 50 m Freistil S6        | 30,24 s     | 3       | 30,31 s       | 4             | 4      |
| Lorenzo Perez Escalona | 100 m Freistil S6       | 1:07,69 min | 1       | 1:04,70 min   | 1             | Gold   |
| Lorenzo Perez Escalona | 400 m Freistil S6       | 5:20,79 min | 4       | 5:14,44 min   | 3             | Bronze |